# Janne Klerk
Janne Klerk (født 5. december 1953) er kunstfotograf og medlem af Kunstnersamfundet og DJ Fotograferne.
Klerks foretrukne motiver har igennem alle år været landskabet, naturen, arkitekturen og mennesker. Hun har produceret en række udstillinger og bogværker samt indgået i adskillige forfattersamarbejder.
Klerk blev udpeget i 2008 sammen med 13 andre fotografer til at deltage i projektet Danmark under forvandling, der udmøntede sig i internationale udstillinger og bogværket Herfra hvor vi står (ISBN 978-87-02-08653-9).
I 2015 udgav Klerk bogværket Danmarks Kyster - en fotografisk fortælling (ISBN 978-87-998134-0-7), der giver et billede af Danmarks 8750 km lange kyststrækning.
I 2022 realiserede Klerk udstillingen og bogværket Spejlinger ved himlens fod (ISBN 9788798693222) med tekster af forfatter Gitte Broeng og astrofysiker Anja C. Andersen.

## Reference
1. ↑  Politiken, Kultur sektionen, den 14. juni 2008

## Ekstern henvisning
Janne Klerk | Fotograf